# أمين رازي
أمين أحمد رازي كو (القرن العاشر الهجري / السادس عشر ميلادي) هو جغرافي فارسي من أهل الري. صنف كتاب «هفت اقليم» (الأقاليم السبعة)، رتبه على الأقاليم السبعة وذكر في كل إقليم بلدة بلدة وما في كل بلدة من أعيانها قديما وحديثا.